# Виджаялая
Виджаялая (там. விசயாலய, годы правления 847—871) — основатель и первый император империи Чолов.

## О преемственности
Преемственность между первыми Чолами и правителями Чоласской империи, скорее всего, условная и декларируемая. Между ними пролегает промежуток в 600 лет, сведений о котором почти не сохранилось. Сомнительно, что линия наследования в течение этого промежутка времени осталась нетронутой (если она вообще и была таковой); скорее всего это похоже на создание нового государства под названием старого. Сам Виджаялая провозглашал себя потомком легендарного правителя Карикалы, правившего в I веке до н. э.

## Биография
Виджалаялая был вассалом Паллавов. В конце 840-х годов разразилась война между правителем Пандьев Шримарой Шриваллабхой и правителем Паллавов Нандиварманом III. Воспользовавшись конфликтом, Виджаялая захватил область Танджавура на реке Кавери у вассального Паллавам князя Иланги из династии Митараяров, сделал последних вассалами и начал править независимо.
Вскоре после возвышения Чолов прекратилась война Пандьев и Паллавов. Новый правитель Пандьев Варагунаварман II (начавший править в 862 году) вступил в союз с Нандиварманом III. С помjщью Паллавов, Пандьи дошли до Танджавура и заставили Виджаялаю, к тому времени уже старого и истощённого войнами, платить дань. После 871 правителем Чолов становится его сын Адитья I, но сам Виджаялая прожил ещё 13 лет.
В Нартамалае к северу от Пудуккоттая сохранился храм, посвящённый Шиве-Сомешваре, строительство которого приписывают Виджялае.

## О титуле
Виджалая носил титул «Паракесариварман», что дословно переводится как «Великий лев-защитник».